# Валентинијан I
Флавије Валентинијан (лат. Flavius Valentinianus), познат као Валентинијан I, (рођен 321, умро 17. новембра 375. године, био је западно-римски цар од 364. до 375. године. Рођен је у граду Цибале, данас Винковци у Доњој Панонији и био је син успешног војсковође.

## Биографија
Валентинијан је био официр у царској гарди под царевима Јулијаном и Јовијаном. Био је снажне грађе, храбар и способан војник. Након смрти Јовијана, војска га је изабрла за цара у његовој 43. години. Убрзо после тога, његов брат Валенс именован је за његовог савладара.
Два брата су поделила своју власт у Царству након договора у Наису, данас Ниш, у Горњој Мезији. Валентинијан је постао цар Западног римског царства, контролишући Италију, Илирик, Хиспанију, Галију, Британију и Африку. Валенс је добио источни део Царства, дакле источни део Балкана, Грчку, Египат, Сирију, Малу Азију. Готово истовремено цареви су кренули на узурпатора Прокопија, рођака цара Јулијана. Валенс је успео да га порази негде у Лидији 366. године и овај је убрзо био убијен.
Током Валентинијанове кратке владавине, вођени су ратови у Африци, у Германији, Британији.
Валентинијан је поставио себе задатак да учврсти границе и врати сигурност Царству према варварима. Изабрао је Милано за своју резиденцију, како би ситуацију у северној Италији имао на оку. 365. Валентинијан се преместио у Париз, затим у Ремс. Одатле је кренуо на Алемане, који су напали, крајем 367. године Мајнц и опљачкали град. Валентинијан је успео да их потисне долином реке Некар и да их потом порази, наневши им огромне губитке. Међутим и Римљани су претрпели губитке и Валентинијан није могао у пуној мери искористити свој успех.
Касније, 374. године, Валентинијан је склопио мир са краљем Алемана Макријаном, који је од тада био прави пријатељ Римљана. Следећих пар година Валентинијан је провео у Триру, организујући одбрану границе на Рајни и изграђујући тврђаве у том крају.
Током владавине Валентијана, обала Галије је била угрожена од саксонских гусара. Такође ови гусари заједно са, Пиктима и Шкотима опустошили су Британију, од Антониновог зида до Кента. 368. године, Валентинијан је послао једног свог заповедника, Теодосија да спречи пљачкање. Овај је у томе успео и протерао варваре.
У Африци, дошло је до устанка на чијем је челу био Фирмус. Опет је Валентинијан позвао Теодосија у помоћ тадашњег magister militum, оца будућег цара Теодосија I. Овај се искрцао у Африци са војском, дошло је до сукоба, и Фирмус, да би избегао заробљавање, починио је самоубиство.
Године 374., Квади, германско или галско племе, прешли су Дунав и упали су у провинцију Панонију. Валентинијан је у априлу 375. ушао у Илирик на челу велике војске. Али, током преговора са Квадима, Валентинијан је доживео мождани удар пошто се наљутио на окупљене варваре. То је довело до његове смрти 17. новембра 375. године.

## Валентинијан према хришћанству
Валентинијан је био хришћанин, толеришући притом паганизам. Такође, био је противник магије. Био је противник богаћења црквеног клера. У сукобу између православља и донатиста, ставио се на страну православља.